# Usługi ekosystemowe
Usługi ekosystemowe – koncepcja blisko związana z ekonomią ekologiczną i pojęciem kapitału naturalnego. Definiowane są najczęściej jako wkład naturalnych ekosystemów w szeroko pojęty dobrobyt człowieka. Usługi ekosystemowe mogą być interpretowane jako dochód wypływający z kapitału naturalnego. Celem tej koncepcji jest "przetłumaczenie" przekazu nauk ekologicznych na (w założeniu) bardziej przystępny język ekonomii i tym samym wkład w zachowanie środowiska naturalnego w możliwie stabilnym stanie.

## Definicja
Gretchen Daily zdefiniowała usługi ekosystemowe jako stany i procesy, przez które naturalne ekosystemy, wraz z będącymi ich częścią organizmami żywymi, podtrzymują i wypełniają ludzkie procesy życiowe. Są one odpowiedzialne za utrzymywanie bioróżnorodności i produkcji dóbr ekosystemowych, takich jak owoce morza, żywność, drewno, biopaliwa, celuloza, substancje o wartości farmaceutycznej czy (przed-)produkty przemysłowe. Poza produkcją dóbr, usługi ekosystemowe to funkcje podtrzymujące procesy życiowe, takie jak pochłanianie i przetwarzanie odpadów, procesy regeneracji, a także źródło wielu niematerialnych (estetycznych i kulturowych) korzyści dla człowieka.

## Rodzaje usług ekosystemowych
Ekonomiści zajmujący się ekonomiczną analizą ekosystemów rozróżniają cztery kategorie usług ekosystemowych:
- usługi produkcyjne, czyli produkcja dóbr ekosystemowych takich jak żywność, woda, surowce, zasoby genetyczne, zasoby medyczne i zasoby zdobnicze;
- usługi regulujące, do których należą m.in. regulacja jakości powietrza, regulacja klimatu, amortyzacja ekstremalnych zjawisk pogodowych, regulacja cykli hydrologicznych, pochłanianie odpadów, zapobieganie erozji, kontrola płodności gleb i cyklu składników odżywczych, zapylanie i kontrola biologiczna upraw;
- usługi przestrzeni życiowej, przede wszystkim siedliska dla gatunków wędrownych i utrzymywanie różnorodności w puli genetycznej;
- usługi kulturalne, takie jak bodźce estetyczne, możliwości do rekreacji i turystyki, inspiracja dla kultury, sztuki i designu, duchowe doświadczenia i wspomaganie rozwoju kognitywnego.